# Martin Becker (Schriftsteller)

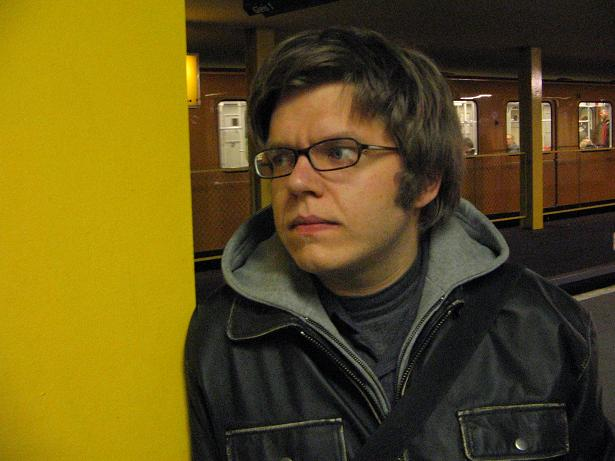
Martin Becker, 2007

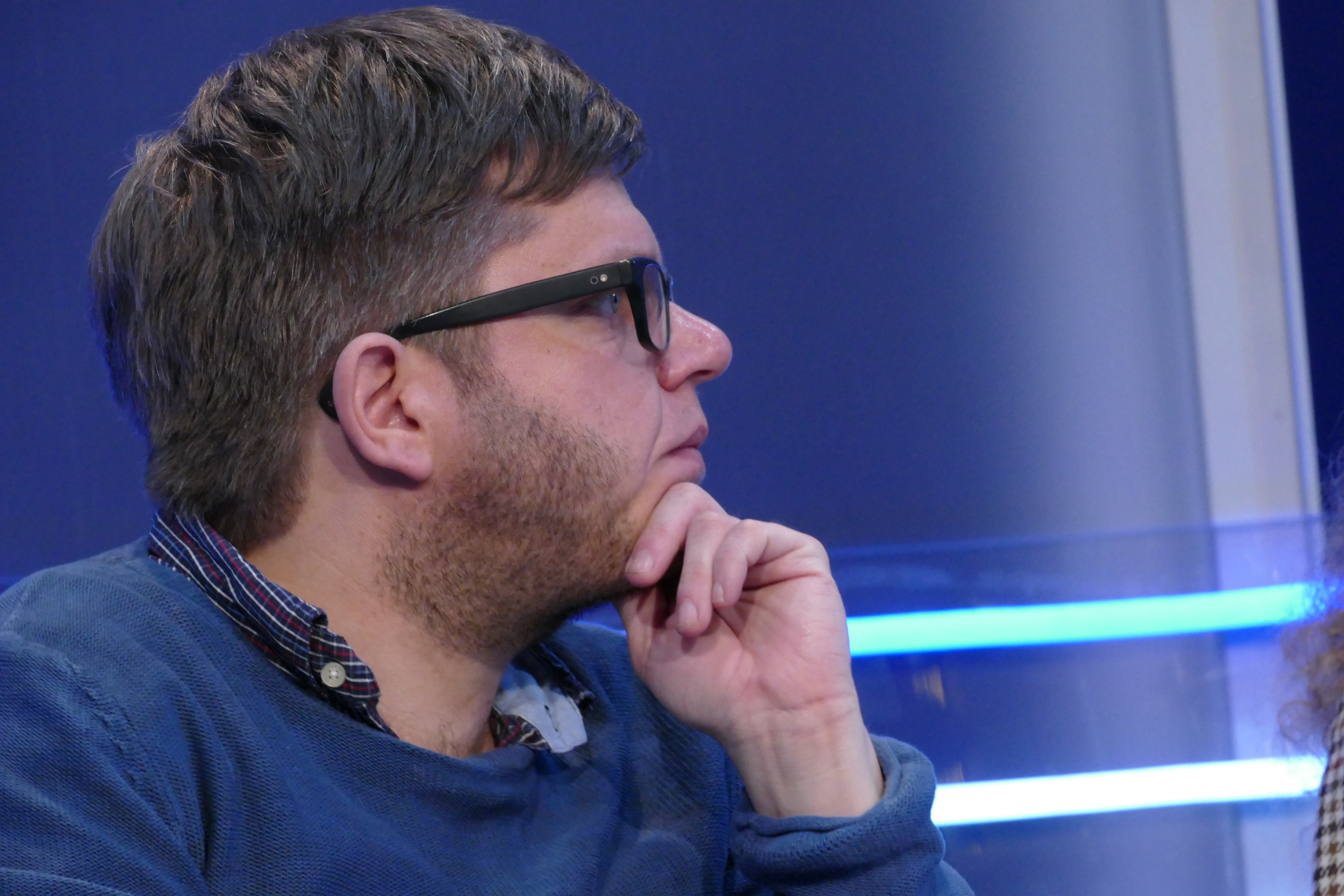
Martin Becker auf der Leipziger Buchmesse 2017

Martin Becker (* 2. November 1982 in Attendorn) ist ein deutscher Schriftsteller, Journalist und Hörspielautor.

## Leben
Becker wuchs in Plettenberg in Nordrhein-Westfalen auf. Zunächst studierte er zwei Semester Germanistik und Philosophie an der Ruhr-Universität Bochum, bevor er 2003 ein Studium der Fächer Prosa und Dramatik am Deutschen Literaturinstitut Leipzig aufnahm. 2005 zog er von Leipzig nach Berlin, wo er radiojournalistisch tätig wurde, hauptsächlich für den WDR. Heute lebt Becker in Halle an der Saale und Köln.
Im Sommer 2007 nahm Becker auf Vorschlag von Klaus Nüchtern am Wettlesen um den Ingeborg-Bachmann-Preis in Klagenfurt teil.
Im August 2007 erschien im Luchterhand Literaturverlag sein Erzählband Ein schönes Leben; parallel dazu wurden im Zürcher Hörbuchverlag sprechtheater zwei dem Band entnommene Erzählungen, die Titelgeschichte Ein schönes Leben und Gesellschaft, gesprochen von den Schauspielern Ueli Jäggi und Raphael Clamer, als Hörstücke auf CD veröffentlicht. Die Tageszeitung Die Welt schrieb zu Ein schönes Leben: „Diese Literatur ist zu viel, um sie mal eben hinter sich zu bringen. Und sie wäre damit verschenkt.“
Gemeinsam mit dem tschechischen Schriftsteller Jaroslav Rudiš hat Becker das Hörspiel Lost in Praha, das im April 2008 im Westdeutschen Rundfunk ausgestrahlt wurde, sowie die Oper Exit 89 verfasst, die im Oktober 2008 im Prager Theater Divadlo Archa uraufgeführt worden ist. Im November 2008 sendete der WDR Beckers zweites Hörspiel mit dem Titel Bevor alles weg ist.
Darüber hinaus arbeitet Becker an künstlerischen Features für den öffentlich-rechtlichen Rundfunk und porträtierte unter anderem den Komponisten Philip Glass, den Filmemacher Béla Tarr und den Schriftsteller Hubert Selby junior.
Von 2011 bis 2012 war Martin Becker künstlerischer Mitarbeiter an der europaweit einmaligen Professur für Experimentelles Radio an der Bauhaus-Universität in Weimar.
2014 entstand gemeinsam mit Theaterregisseur und Musiker Schorsch Kamerun das Hörspiel „Väter haben sieben Leben“, welches Kamerun und Becker auch bei einer Live-Performance präsentierten.
Aktuell arbeitet Becker als Kritiker und Journalist unter anderem für den Deutschlandfunk, den Westdeutschen Rundfunk und für Deutschlandfunk Kultur.

## Werke
Roman
- Der Rest der Nacht (Luchterhand Literaturverlag 2014)
- Marschmusik (Luchterhand Literaturverlag 2017)[4]
- Kleinstadtfarben (Luchterhand Literaturverlag 2021)
- Die Arbeiter (Luchterhand Literaturverlag 2024)
- Die Schatten von Prag (Kanon Verlag 2024)

Erzählband
- Ein schönes Leben (Luchterhand Literaturverlag 2007)

Sachbuch
- Gebrauchsanweisung für Tschechien und Prag (Piper Verlag 2016)
- Warten auf Kafka (Luchterhand Literaturverlag 2019)

Als Herausgeber
- Die letzte Metro. Junge Literatur aus Tschechien (gemeinsam mit Martina Lisa) (Voland & Quist 2017)[5]

Hörspiele/Oper
- Lost in Praha (zusammen mit Jaroslav Rudiš) (Ursendung: Frühjahr 2008 bei WDR3 und 1Live)
- Exit 89 (zusammen mit Jaroslav Rudiš) (Uraufführung: Herbst 2008)
- Bevor alles weg ist (Ursendung: Herbst 2008 bei WDR3)
- Plattenbaucowboys (zusammen mit Jaroslav Rudiš) (Ursendung: Frühjahr 2010 bei WDR3 und 1Live)[6]
- Väter haben sieben Leben (zusammen mit Schorsch Kamerun) (Ursendung: Frühjahr 2014 bei WDR3 und 1Live)
- FUCK YOU, MON AMOUR. Eine Liebeserklärung. (Ursendung: Winter 2017 bei WDR3 und 1Live)[7]

## Preise und Auszeichnungen
- 2002 Bundespreisträger beim Treffen Junger Autoren der Berliner Festspiele
- 2005 Stipendiat der Autorenwerkstatt Prosa im Literarischen Colloquium Berlin
- 2007 Einladung zum Ingeborg-Bachmann-Preis nach Klagenfurt
- 2007 GWK-Förderpreis Literatur
- 2008 Literaturstipendium der Märkischen Kulturkonferenz (Märkisches Stipendium für Literatur)
- 2008 Kunstpreis Literatur der Land Brandenburg Lotto GmbH (gemeinsam mit Julia Schoch)[8]
- 2017 Deutsch-tschechischer Journalistenpreis (gemeinsam mit Tabea Soergel)[9]
- 2025 Margarete-Schrader-Preis für Literatur der Universität Paderborn

## Belege
1. ↑  Vita Martin Becker. Abgerufen am 20. Juli 2017.
2. ↑  Buchrezension "Die Welt" vom 1. Dezember 2007
3. ↑  Webseite des "Experimentellen Radios" an der Bauhaus-Universität in Weimar. (Memento des Originals vom 29. August 2013 im Internet Archive)  Info: Der Archivlink wurde automatisch eingesetzt und noch nicht geprüft. Bitte prüfe Original- und Archivlink gemäß Anleitung und entferne dann diesen Hinweis.
4. ↑  Martin Becker (Autor) - Luchterhand Literaturverlag. Abgerufen am 20. Juli 2017.
5. ↑  Die letzte Metro – Voland & Quist. Abgerufen am 20. Juli 2017.
6. ↑  WDR: Hörspiel "Plattenbaucowboys" von Martin Becker und Jaroslav Rudiš. 28. Februar 2022, abgerufen am 11. Februar 2023.
7. ↑  Martin Becker: Hörspiel "Fuck You, Mon Amour" von Martin Becker. 28. November 2016 (wdr.de [abgerufen am 11. Februar 2023]).
8. ↑  Lotto Brandenburg: Kunstpreis Literatur Fotografie der LAND BRANDENBURG LOTTO GmbH. Abgerufen am 14. Dezember 2015.
9. ↑  29.1.2017, SWR2: Deutsch-tschechischer Journalistenpreis für SWR2 Feature | Kommunikation | Unternehmen. In: swr.online. (swr.de [abgerufen am 20. Juli 2017]).